# ZBTB7B
ZBTB7B (англ. Zinc finger and BTB domain containing 7B) – білок, який кодується однойменним геном, розташованим у людей на короткому плечі 1-ї хромосоми.  Довжина поліпептидного ланцюга білка становить 539 амінокислот, а молекулярна маса — 58 027.
| 10         |  | 20         |  | 30         |  | 40         |  | 50         |
| ---------- |  | ---------- |  | ---------- |  | ---------- |  | ---------- |
| MGSPEDDLIG |  | IPFPDHSSEL |  | LSCLNEQRQL |  | GHLCDLTIRT |  | QGLEYRTHRA |
| VLAACSHYFK |  | KLFTEGGGGA |  | VMGAGGSGTA |  | TGGAGAGVCE |  | LDFVGPEALG |
| ALLEFAYTAT |  | LTTSSANMPA |  | VLQAARLLEI |  | PCVIAACMEI |  | LQGSGLEAPS |
| PDEDDCERAR |  | QYLEAFATAT |  | ASGVPNGEDS |  | PPQVPLPPPP |  | PPPPRPVARR |
| SRKPRKAFLQ |  | TKGARANHLV |  | PEVPTVPAHP |  | LTYEEEEVAG |  | RVGSSGGSGP |
| GDSYSPPTGT |  | ASPPEGPQSY |  | EPYEGEEEEE |  | ELVYPPAYGL |  | AQGGGPPLSP |
| EELGSDEDAI |  | DPDLMAYLSS |  | LHQDNLAPGL |  | DSQDKLVRKR |  | RSQMPQECPV |
| CHKIIHGAGK |  | LPRHMRTHTG |  | EKPFACEVCG |  | VRFTRNDKLK |  | IHMRKHTGER |
| PYSCPHCPAR |  | FLHSYDLKNH |  | MHLHTGDRPY |  | ECHLCHKAFA |  | KEDHLQRHLK |
| GQNCLEVRTR |  | RRRKDDAPPH |  | YPPPSTAAAS |  | PAGLDLSNGH |  | LDTFRLSLAR |
| FWEQSAPTGP |  | PVSTPGPPDD |  | DEEEGAPTTP |  | QAEGAMESS  |  |            |

A: Аланін

C: Цистеїн

D: Аспарагінова кислота

E: Глутамінова кислота

F: Фенілаланін

G: Гліцин

H: Гістидин

I: Ізолейцин

K: Лізин

L: Лейцин

M: Метіонін

N: Аспарагін

P: Пролін

Q: Глутамін

R: Аргінін

S: Серин

T: Треонін

V: Валін

W: Триптофан

Кодований геном білок за функціями належить до репресорів, білків розвитку, фосфопротеїнів. 
Задіяний у таких біологічних процесах як транскрипція, регуляція транскрипції, диференціація, альтернативний сплайсинг. 
Білок має сайт для зв'язування з іонами металів, іоном цинку, ДНК. 
Локалізований у ядрі.